# Alloysius Agu
Alloysius Uzoma "Alloy" Agu (Lagos, 12 de julho de 1967) é um ex-futebolista nigeriano que atuava como goleiro.

## Carreira
Por clubes, defendeu NEPA, ACB Lagos, MVV, RFC Liège e Kayserispor, onde encerrou sua carreira precocemente, aos trinta anos.

## Seleção
Agu integrou a Seleção Nigeriana de Futebol na Copa das Nações Africanas de 1994, na Tunísia. e Disputou a Copa de 1994, como reserva de Peter Rufai

## Títulos
Nigéria
- Copa das Nações Africanas: 1994